# هيرب فريند
هيرب فريند (بالإنجليزية: Herb Friend)‏ هو لاعب كرة قدم أسترالية أسترالي، ولد في 6 يوليو 1888، وتوفي في 13 مارس 1954.

## وصلات خارجية
- هيرب فريند على موقع AustralianFootball.com (الإنجليزية)
- هيرب فريند على موقع AFLtables.com (الإنجليزية)